# Georgia Holt
Georgia Holt (født Jackie Jean Crouch 9. juni 1926, død 10. december 2022) var en amerikansk sanger, skuespillerinde og model. Hun er mor til sanger og skuespiller Cher.